# (27698) 1981 EN47
A (27698) 1981 EN47 a Naprendszer kisbolygóövében található aszteroida. Schelte J. Bus fedezte fel 1981. március 2-án.